# Gaston Goüin
Pour les autres membres de la famille, voir Famille Goüin.
Gaston-Henri Goüin, né le 11 décembre 1877 à Paris et mort le 24 septembre 1921 à Paris, est un ingénieur et industriel français. Il dirigea l'exécution de nombreux travaux de chemins de fer, de ports, etc, tant en France qu'à l'étranger.

## Biographie

### Ses débuts
Gaston-Henry Goüin est issu du mariage en 1875 de l'industriel Jules Goüin (1846-1908), régent de la Banque de France, et de Marie-Thérèse Singer (1856-1909), morte assassinée dans l'affaire du wagon sanglant.
Après avoir suivi sa scolarité au lycée Janson-de-Sailly, il sort diplômé de l'École centrale Paris en 1901 et rentre à la Société de Travaux pour l'étranger (filiale de la Société de construction des Batignolles) en 1902, en qualité de conducteur de travaux attaché à la construction du Chemin de fer du Pirée à la frontière Ottomane, puis il devient ingénieur à la Société de construction des Batignolles en 1903.

### Un important industriel
Il entre au conseil d'administration de la Société de construction des Batignolles à partir de 1905 et en prend la présidence en 1908 après le décès de son père. Il acheva entre autres les travaux d'assainissement de la ville de Santiago du Chili, engagés sous son père, et y installa un vaste réseau d'eau potable. Il obtient notamment la direction des travaux d'amélioration et d'aménagement du port de Pernambuco (Brésil) et des lignes de chemin de fer de Brigue à Gletsch et de Gletsch à Disentis, pour le compte de la Compagnie suisse du chemin de fer de la Furka (Brig-Furka-Disentis) (Suisse).
En 1911, il constitue avec Schneider et Hersent le Consortium des ports ottomans, avec objectif de rechercher des concessions de construction et exploitation de ports au sein de l'Empire ottoman. La Banque impériale ottomane est choisie en tant que banquier et adhère au consortium en 1912. Ils en signent le contrat d'association en participation pour la construction des ports en 1914.

#### Le développement de l'industrie de guerre
La guerre intervenant, il est envoyé à sa demande sur le front en Picardie, en tant que lieutenant au 22e régiment d'artillerie, en 1914. Au bout de deux ans il quitte l'armée, sa présence à la tête de ses sociétés étant nécessaire du fait de l'intensification de l'industrie de guerre et à la création de nouveaux mortiers de tranchée et canons modernes. Secrétaire du conseil d'administration de la Chambre syndicale des fabricants et constructeurs de matériel de guerre, il dirige la fabrication des nombreuses et importantes commandes passées à ses sociétés par le Département de la Guerre et se consacre au développement des fabrications de guerre et à la création de types de canons modernes. Est fondée la Société nouvelle de machines-outils, à Asnières, en 1916. Il est nommé président de la Chambre syndicale des fabricants et des constructeurs de matériel pour chemins de fer et tramways en 1917, dont son père avait été vice-président, et joue un grand rôle dans l'industrie de guerre.
Durant la guerre, Gaston Goüin concentre principalement l'activité de son groupe sur l'armement (France métropolitaine), les travaux de la ligne de chemins de fer de Bône à Guelma (Algérie et Tunisie) et ceux des Chemins de fer helléniques.
Avant la fin de la guerre, il prépare la transformation des usines de guerre et la construction de nouveaux ateliers, constituant un réseau de filiales et de participation. Il fonde ainsi la Compagnie générale de construction de locomotives (Batignolles-Châtillon) à Nantes (1917) et une briqueterie, La Brique de Champagne (1919), devenue en 1921 la Société des produits céramiques.

#### Une carrière abrégée prématurément

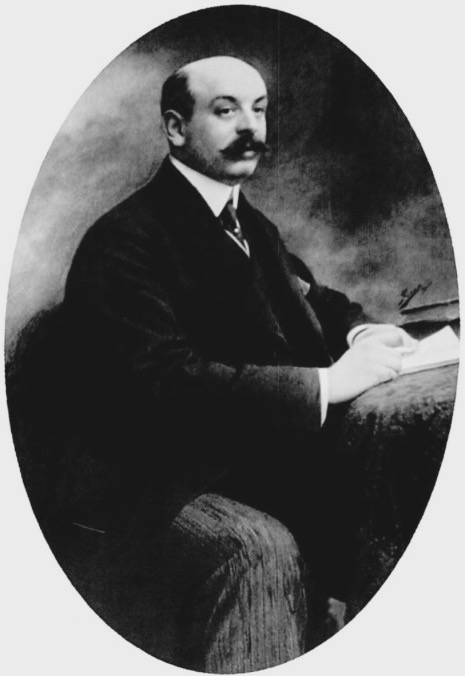
Portrait peint de Gaston Goüin.

Gaston Goüin est également président de la Compagnie générale de construction de locomotives (Batignolles-Châtillon) et de la Société des produits céramiques, vice-président de la Compagnie générale d'Extrême-Orient, administrateur de la Société de construction du port de Pernambuco, de la Compagnie générale de l'Europe Orientale, de la Compagnie générale de l'Amérique Latine, de la Société d'exploitation des chemins de fer orientaux, de la Compagnie française d'assurances maritime La Minerve et de la Société d'études de travaux publics du Maroc. Il prend part à la création de la Compagnie générale de constructions navales, dont il siège au conseil d'administration.
Membre influent du Comité des forges, il est membre du Conseil supérieur des Travaux publics, du conseil de direction de l'Union des industries métallurgiques et minières (UIMM) et du comité directeur de l'Association de l'industrie et de l'agriculture françaises. Il est également vice-président du Syndicat des mécaniciens, chaudronniers et fondeurs de France, administrateur de l'Unione industriale et de l'Œuvre Les Amis des Soldats aveugles et trésorier du comité de l'Institut de puériculture de la Faculté de médecine de Paris.
Son décès arriva prématurément le 24 septembre 1921, dans son hôtel particulier de l'avenue de Malakoff, à l'âge de 43 ans. Deux de ses frères, Édouard et Ernest II, lui succédèrent successivement à la tête de la Société de construction des Batignolles.

### Vie familiale

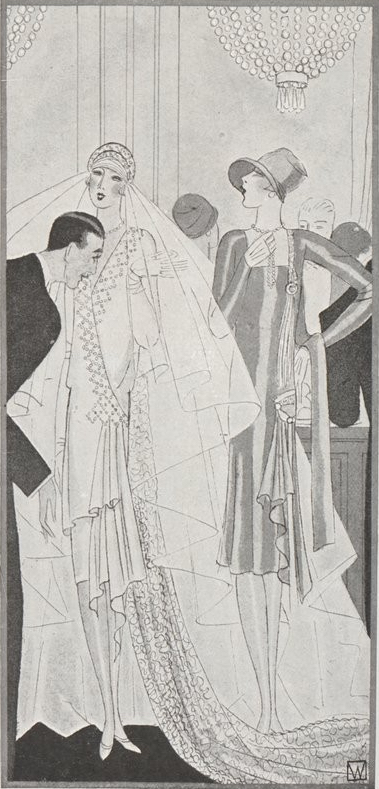
Mlle Marie-Louise Goüin et Mme Gaston Goüin.

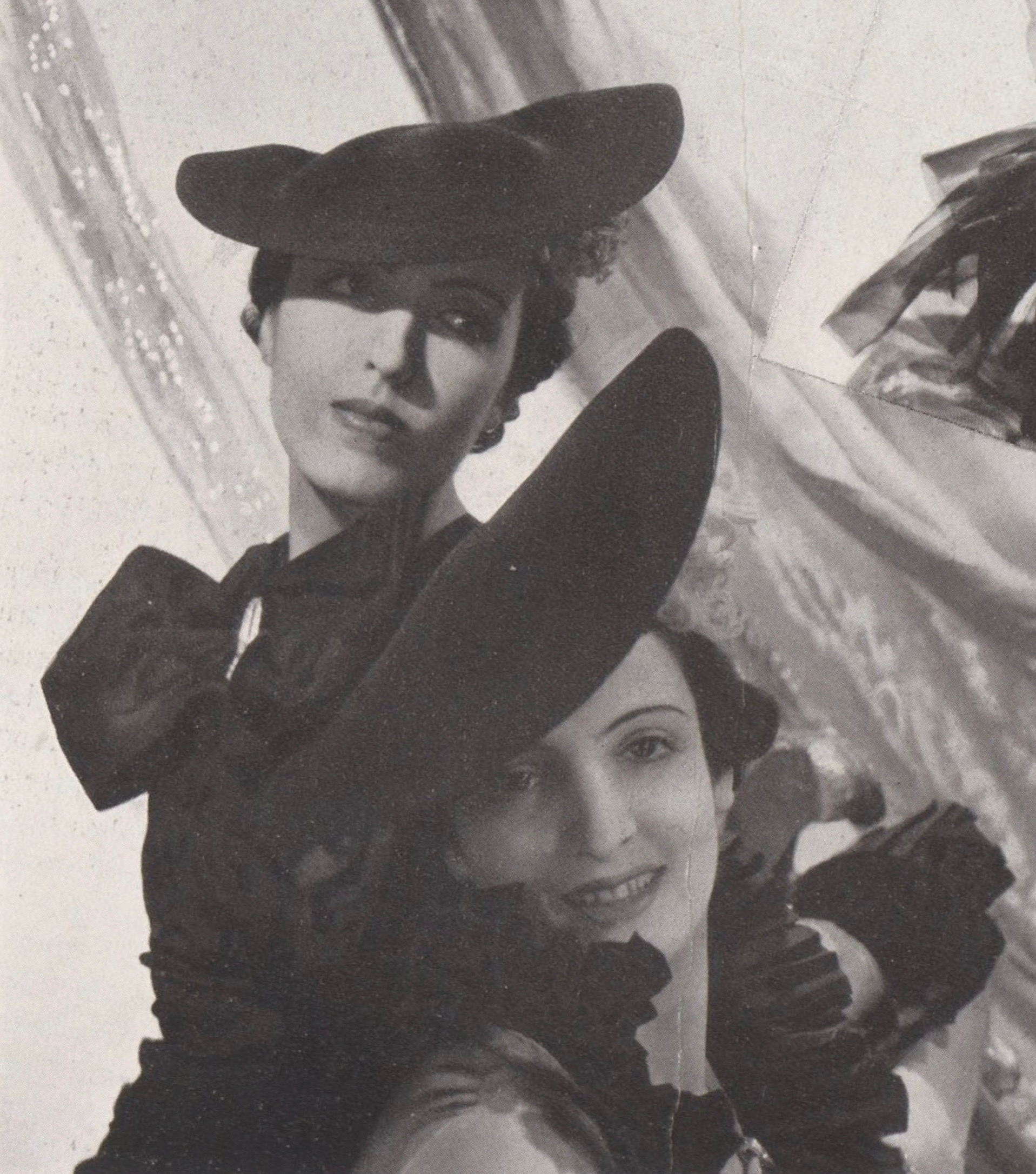
Photographie de ses filles, la comtesse de Solages et la comtesse de Gabriac.

Gaston Goüin est le fils de Jules Goüin et de Marie-Thérèse Singer.
Il épouse en 1905 Marguerite-Marie Cottin (°1882), fille d'un notaire parisien, nièce de Paul Cottin et de la princesse Marie de Mecklembourg-Strelitz (comtesse Georges Jametel), ainsi que petite-nièce de Gustave-Louis Jametel. 
Il est le beau-père de Hervé-Hubert Michel (°1906), président-administrateur de sociétés (arrière petit-fils du comte Charles Le Bègue de Germiny), du comte Alain de Solages (1900-1975) (fils du marquis Jérôme Ludovic de Solages), du marquis Guy de Cadoine de Gabriac (fils d'Arthur de Gabriac) et du comte Edmond de Rivière de La Mure, attaché à la Banque de Paris et des Pays-Bas.
Il avait hérité avec son frère de l'abbaye de Royaumont et du palais abbatial de Royaumont, acquis par leur père.

## Distinction
Le 1er septembre 1923, sur le rapport du ministre des Travaux publics, Gaston Henri Goüin est nommé au grade de chevalier dans l'ordre national de la Légion d'honneur puis fait chevalier de l'ordre, le 23 septembre 1921.

## Pour approfondir